# Кёнджон (ван Чосона)
Кёнджон (кор. 경종, 景宗, Gyeongjong) — 20-й ван корейского государства Чосон, правивший с 17 июля 1720 по 11 октября 1724 года. Имя — Кюн. Второе имя — Хвисо (кор. 휘서, 輝瑞, Hwiseo).
Посмертный титул — Сонхё-тэван. 
Унаследовал трон после смерти отца. В 1690 году Сукчон заявил, что именно принц Юн (Yi Yun , 이윤 왕세자) наследник трона. В 1718 году Сукчон назначил будущего короля Кенджона своим регентом. Сукчон умер в 1720 г., предположительно назвав наследником принца Ёнина (Ли Гым, позднее король Ёнджо), но в отсутствие человека, делающего записи. После смерти короля Сукчона Кёнджон занимает трон в возрасте 32 лет.
У Кёнджона было плохое здоровье, и политическая фракция Норон говорила Кёнджону отречься от престола в пользу своего сводного брата. В 1720 году два месяца после его коронации его единокровный брат будущий король Ёнджо был официально назначен преемником (왕세제 ,王世弟) Кёнджона.
Из-за плохого самочувствия Кёнджон не имел возможности сделать что-либо значительное для своей страны в течение четырех лет своего правления.

## Внешняя политика
При его правлении Чосон имел дипломатические связи с Цинской империей. В 1721 году он отправил в Цин корейское посольство во главе с Ю Чок; в 1722, 1724 годах прибыло цинское посольство во главе с Акдунь. 